# Condado de Silver Bow
O Condado de Silver Bow é um dos 56 condados do estado norte-americano de Montana. A sede de condado é Butte, que é também a sua maior cidade. O condado tem uma área de 1862 km² (dos quais 3 km² estão cobertos por água), uma população de 34 606 habitantes, e uma densidade populacional de 19 hab/km² (segundo o censo nacional de 2000). O condado foi fundado em 1881 e o seu nome provém do rio ou ribeira Silver Bow (Silver Bow creek).